# Panoptikum Hamburg

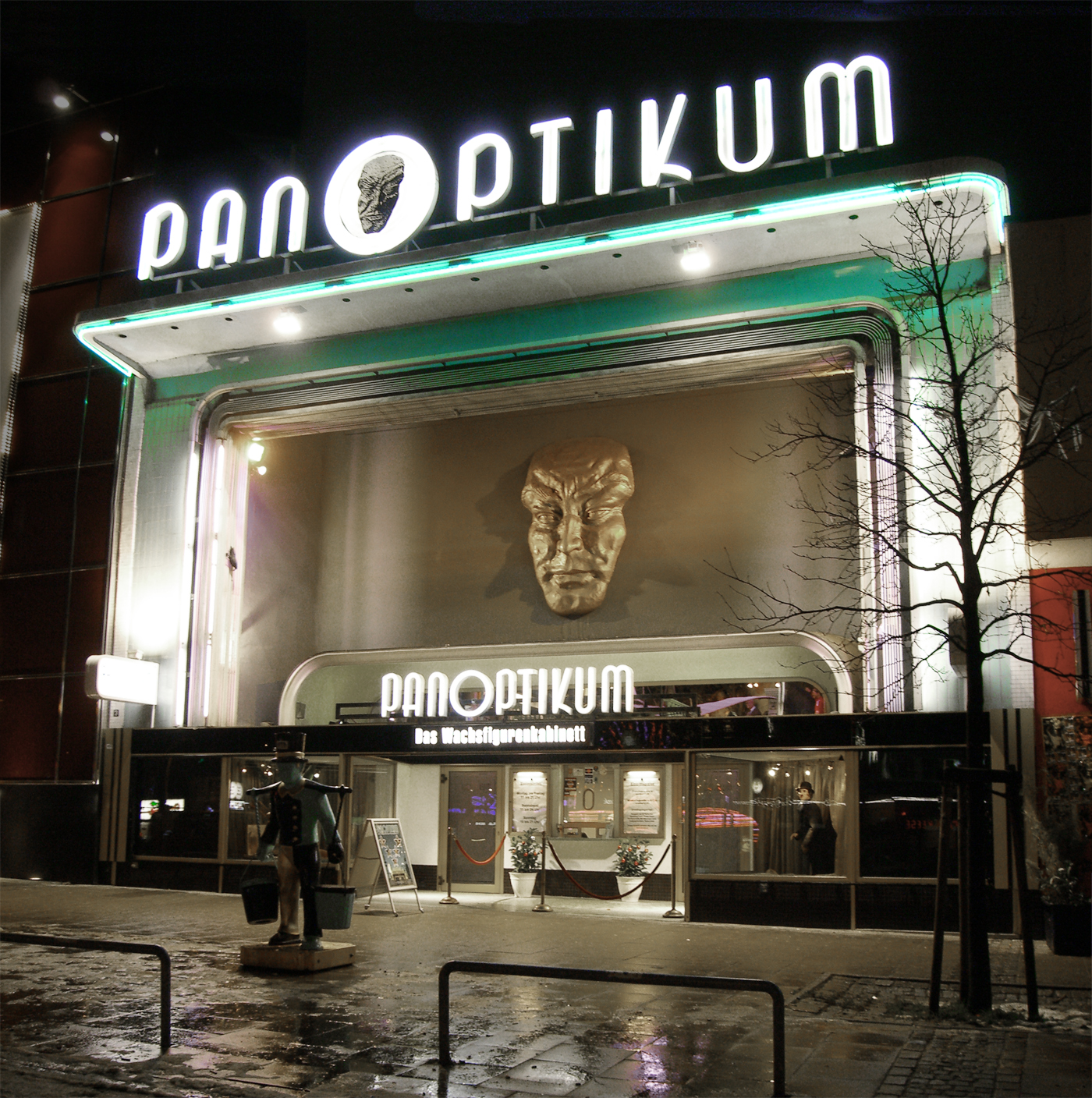
Panoptikum din Hamburg-St.Pauli

Panoptikumul din Hamburg este unul dintre cabinetele cele mai mari și mai vechi din Germania, unde sunt expuse figuri de ceară. La început, prin anul 1879, pe strada dintre operă și teatrul Schmidt au fost expuse figuri de lemn, care erau operele sculptorului Friedrich Hermann Faerber.
În timpul celui de al doilea război mondial clădirea a ars complet. Panoptikumul a fost redeschis în 1948 cu cele 28 de figuri salvate din incendiu. Pe la începutul anului 2007 clădirea, cu frontul vechi, a fost complet restaurată.
În prezent, în Panoptikum sunt expuse figuri istorice, cu costumația vremii respective, sau figuri ale unor personalități contemporane.
Aici se pot vedea printre altele, figura de ceară a lui Uwe Seeler, care a devenit legendă în rândul suporterilor de fotbal din Germania, sau actrița Inge Meysel, așa cum arăta în anii ei de glorie.

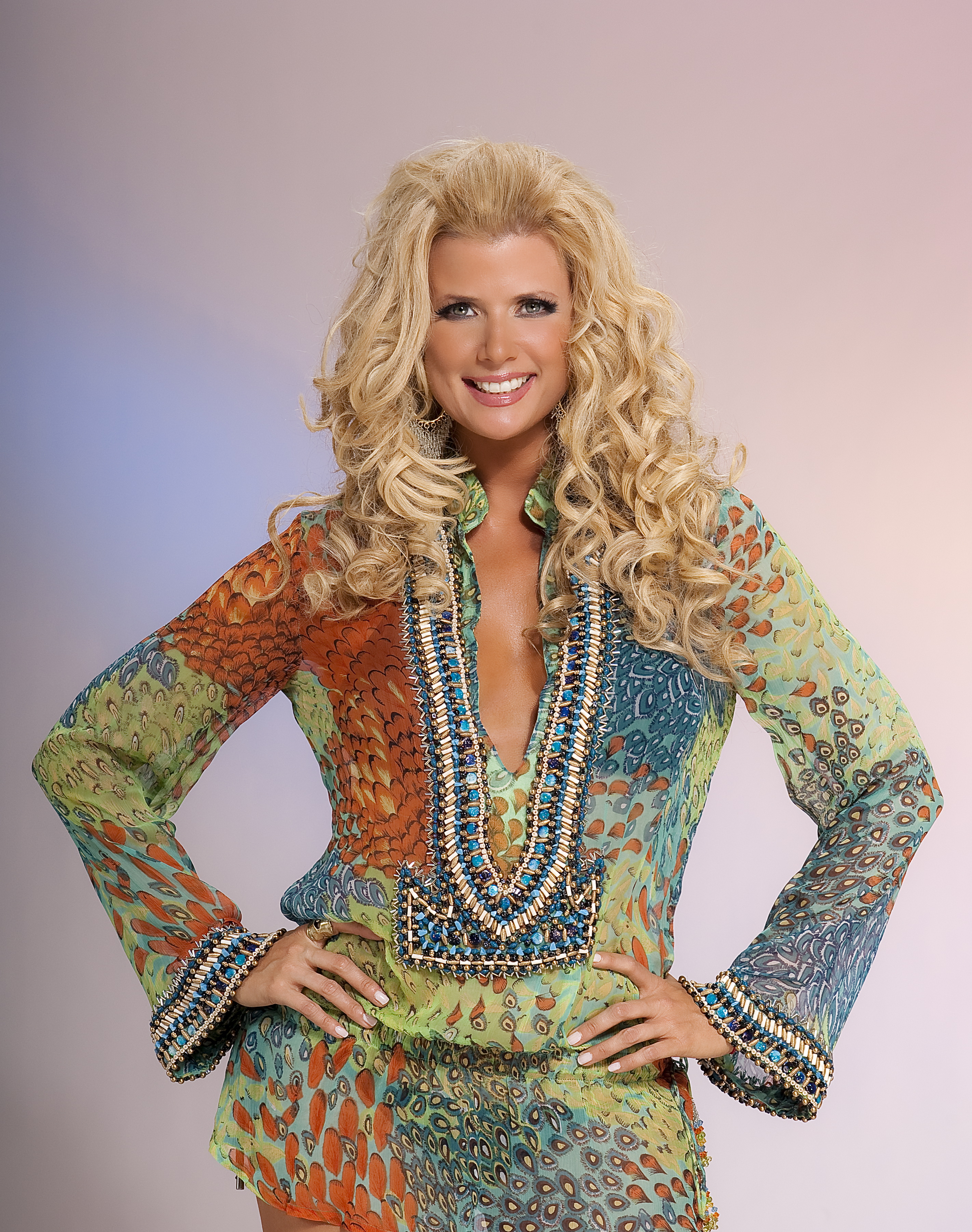
Sissi Fleitas